# Actinotia nigra
Actinotia nigra là một loài bướm đêm trong họ Noctuidae.